# Elizabeth Colyear
Lady Elizabeth Colyear, duchessa di Dorset (1689 – 12 giugno 1768), è stata una nobildonna inglese.

## Biografia
Era la figlia del tenente generale Walter Philip Colyear, fratello di David Colyear, I conte di Portmore.
Nel 1703, all'età di quattordici anni, Elizabeth divenne damigella d'onore della regina Anna, posizione che ereditò dalla zia Catherine Sedley, contessa di Dorchester.
Tra il 1714 e il 1737 fu Lady of the Bedchamber della regina Carolina, moglie di Giorgio II, di cui era l'amante. Dal 1723 al 1731 fu Mistress of the Robes della regina.

## Matrimonio
Nel gennaio 1708 sposò Lionel Sackville, I duca di Dorset (18 gennaio 1688–10 ottobre 1765), figlio di Charles Sackville, VI conte di Dorset. Ebbero cinque figli:
- Charles Sackville, II duca di Dorset (6 febbraio 1710-6 gennaio 1769);
- Lady Elizabeth Sackville (1711-19 giugno 1729), sposò Thomas Thynne, II visconte Weymouth, non ebbero figli;
- Lord John Sackville (22 giugno 1713-1765), sposò Lady Frances Leveson-Gower, ebbero due figli;
- George Germain, I visconte Sackville (26 gennaio 1715-26 agosto 1785);
- Lady Caroline Sackville (6 marzo 1718-24 marzo 1775), sposò Joseph Damer, I conte di Dorchester, ebbero quattro figli.

## Ascendenza
|                                        |                   |                           | Genitori                                       |  |  | Nonni |  |  | Bisnonni                |  |  | Trisnonni     |  |
|                                        |                   |                           |                                                |  |  |       |  |  | David Robertson Colyear |  |  | Jacob Colyear |  |
|                                        |                   |                           |                                                |  |  |       |  |  | David Robertson Colyear |  |  | Jacob Colyear |  |
|                                        |                   | Helen Hay                 |                                                |  |  |       |  |  | David Robertson Colyear |  |  |               |  |
| Alexander Colyear, I baronetto         |                   |                           |                                                |  |  |       |  |  | David Robertson Colyear |  |  |               |  |
|                                        |                   | Jean Bruce                | John Bruce                                     |  |  |       |  |  |                         |  |  |               |  |
|                                        |                   | Jean Bruce                | John Bruce                                     |  |  |       |  |  |                         |  |  |               |  |
|                                        |                   | Jean Bruce                | Margaret Elphinstone                           |  |  |       |  |  |                         |  |  |               |  |
| Walter Philip Colyear                  |                   | Jean Bruce                |                                                |  |  |       |  |  |                         |  |  |               |  |
|                                        |                   | Walter Murray             | John Murray                                    |  |  |       |  |  |                         |  |  |               |  |
|                                        |                   | Walter Murray             | John Murray                                    |  |  |       |  |  |                         |  |  |               |  |
|                                        |                   | Walter Murray             | Margaret Hamilton                              |  |  |       |  |  |                         |  |  |               |  |
| Jean Murray                            |                   | Walter Murray             |                                                |  |  |       |  |  |                         |  |  |               |  |
|                                        |                   | Jean Balfour              | …                                              |  |  |       |  |  |                         |  |  |               |  |
|                                        |                   | Jean Balfour              | …                                              |  |  |       |  |  |                         |  |  |               |  |
|                                        |                   | Jean Balfour              | …                                              |  |  |       |  |  |                         |  |  |               |  |
| Elizabeth Colyear                      |                   | Jean Balfour              |                                                |  |  |       |  |  |                         |  |  |               |  |
|                                        | Pieter van Leyden | Dirk Adriaansz van Leyden |                                                |  |  |       |  |  |                         |  |  |               |  |
|                                        | Pieter van Leyden | Dirk Adriaansz van Leyden |                                                |  |  |       |  |  |                         |  |  |               |  |
|                                        | Pieter van Leyden | Catharina van der Goes    |                                                |  |  |       |  |  |                         |  |  |               |  |
| Dirck van Leyden van Leeuwen           | Pieter van Leyden |                           |                                                |  |  |       |  |  |                         |  |  |               |  |
|                                        |                   | Maria de Moucheron        | Balthazar de Moucheron                         |  |  |       |  |  |                         |  |  |               |  |
|                                        |                   | Maria de Moucheron        | Balthazar de Moucheron                         |  |  |       |  |  |                         |  |  |               |  |
|                                        |                   | Maria de Moucheron        | Elysabeth Berwoudtsdr van Cromvliet            |  |  |       |  |  |                         |  |  |               |  |
| Alida Reynsburg van Leyden van Leeuwen |                   | Maria de Moucheron        |                                                |  |  |       |  |  |                         |  |  |               |  |
|                                        |                   | Willem Paets              | Jacob Cornelis Paets                           |  |  |       |  |  |                         |  |  |               |  |
|                                        |                   | Willem Paets              | Jacob Cornelis Paets                           |  |  |       |  |  |                         |  |  |               |  |
|                                        |                   | Willem Paets              | Lidewij Willemsdr Muijs van Holy               |  |  |       |  |  |                         |  |  |               |  |
| Alida Willemsdr Paets                  |                   | Willem Paets              |                                                |  |  |       |  |  |                         |  |  |               |  |
|                                        |                   | Rheynsburg van Beveren    | Cornelis van Beveren, signore di Strevelshoek  |  |  |       |  |  |                         |  |  |               |  |
|                                        |                   | Rheynsburg van Beveren    | Cornelis van Beveren, signore di Strevelshoek  |  |  |       |  |  |                         |  |  |               |  |
|                                        |                   | Rheynsburg van Beveren    | Aleida Arends Maertens, signora di Barendrecht |  |  |       |  |  |                         |  |  |               |  |
|                                        |                   | Rheynsburg van Beveren    |                                                |  |  |       |  |  |                         |  |  |               |  |